# 施莫尔达
施莫尔达是德国图林根州的一个市镇。总面积4.84平方公里，总人口84人，其中男性39人，女性45人（2011年12月31日），人口密度17人/平方公里。